# Annette O'Toole
Pour les articles homonymes, voir O'Toole.
Annette O'Toole, de son nom original Annette Toole, née le 1er avril 1952 à Houston, dans l'État du Texas, (États-Unis), est une actrice, productrice, scénariste, danseuse et chanteuse américaine.
Elle est connue pour avoir joué dans les productions La Féline (1982), 48 Heures (1982), Superman 3 (1983), « Il » est revenu (1990) et Un été sur Terre (2000).

## Biographie

### Vie privée
Elle s’est mariée une première fois le 8 avril 1983 à Bill Geisslinger avec lequel elle a eu deux filles, Anna et Nell. Elle divorce en 1993 et se remarie avec Michael McKean le 20 mars 1999.

## Carrière
Elle fait ses débuts à la télévision en 1967 dans les séries Mes trois fils et The Fisher Family.
Trois ans plus tard, elle tourne dans plusieurs séries : Dan August, Le Virginien et Gunsmoke.
Elle fait ses premiers pas au cinéma en 1975 dans le film de Michael Ritchie : Smile.
En 1983, elle incarne Lana Lang dans Superman 3 réalisé par Richard Lester.
En 1990, elle tient le rôle Beverly Marsh de dans la mini-série « Il » est revenu.
De 2001 à 2011, elle incarne Martha Kent dans la série télévisée Smallville.
En 2016, elle retrouve John Glover après Smallville dans le film We Go On et joue également dans Women Who Kill d'Ingrid Jungermann.
En 2019, elle obtient le rôle principal de Hope McCrea dans la nouvelle série dramatique, Virgin River créée par Sue Tenney et basée sur la série de livres Virgin River de Robyn Carr (en), disponible depuis le 6 décembre 2019 sur Netflix avec Alexandra Breckenridge, Martin Henderson, et Tim Matheson. La même année, elle tient un rôle lors de quelques épisodes de The Punisher.
En 2020, elle tourne dans les séries Good Doctor, Kidding et Search Party.

## Filmographie

### Cinéma
- 1975 : Smile de Michael Ritchie : Doria Houston
- 1977 : One on One de Lamont Johnson : Janet Hays
- 1978 : Le Roi des gitans (King of the Gypsies) de Frank Pierson : Sharon
- 1980 : Mister gaffes (Foolin' Around) de Richard T. Heffron : Susan
- 1982 : La Féline (Cat People) de Paul Schrader : Alice Perrin
- 1982 : 48 Heures (48 Hrs.) de Walter Hill : Elaine
- 1983 : Superman 3 de Richard Lester : Lana Lang
- 1987 : Chasse à cœurs (Cross My Heart) d'Armyan Bernstein (en) : Kathy
- 1990 : L'Amour poursuite (Love at Large) d'Alan Rudolph : Mme King
- 1994 : Andre de George Miller : Toni adulte (voix)
- 1994 : Imaginary Crimes d'Anthony Drazan : Ginny Rucklehaus
- 2000 : Un été sur Terre (Here on Earth) de Mark Piznarski : Jo Cavanaugh
- 2003 : Temptation de Kim Caviness : Nora
- 2009 : Falling Up de David M. Rosenthal : Grace O' Shea
- 2014 : Beach Pillows de Sean Hartofilis : Rita Midwood
- 2016 : Women Who Kill d'Ingrid Jungermann : Lila
- 2016 : We Go On de Jesse Holland et Andy Mitton : Charlotte
- 2018 : Une drôle de fin (A Futile and Stupid Gesture) de David Wain : Stephanie Kenney
- 2019 : The Incoherents de Jared Barel : Mme Graham
- 2019 : Blow the Man Down de Bridget Savage Cole et Danielle Krudy : Gail Maguire

#### Courts métrages
- 1994 : On Hope de JoBeth Williams : Hope
- 2013 : Stuff de Sofian Khan : La mère

### Télévision

#### Séries télévisées
- 1967 : Mes trois fils (My Three Sons) : Tina
- 1967 : The Fisher Family : Debbie
- 1969 : Bright Promise : Gypsy (1972)
- 1970 : Dan August : Robbie Wagner
- 1970 : Le Virginien (The Virginian) saison 9 épisode 05 (The mysterious Mr. Tate) : Lark Walters
- 1970 : Gunsmoke : Edda Sprague
- 1971 : La nouvelle équipe (The Mod Squad) : Lorrie Coleman
- 1971 : The Partridge Family : Carol
- 1971 : Hawaii Five-O : Sue
- 1973 : Search : Terry Bain
- 1973 : The Rookies : La femme enceinte / La banquière
- 1974 : Sur la piste du crime (The F.B.I.) : Brenda Porter
- 1974 : Sergent Anderson (Police Woman) : Donna Hess
- 1974 : Dirty Sally : George
- 1975 : Section 4 (S.W.A.T.) : Rita Bonelli
- 1975 : Petrocelli : Tina
- 1976 : Serpico : Heather
- 1976 : Barnaby Jones : Cas Carter
- 1976 : Standing Room Only : Kathy
- 1977 : What Really Happened to the Class of '65 ? : Kathy Adams Miller
- 1979 : Visions : Sandy
- 1985 : Alfred Hitchcock présente (Alfred Hitchcock Presents) : Stella
- 1990 : « Il » est revenu (It) : Beverly 'Bev / Bevvie' Marsh
- 1990 : The Kennedys of Massachusetts : Rose Fitzgerald Kennedy
- 1992 : Pour une poignée de diamants (Jewels) : Sarah Thompson Whitfield
- 1995 : Au-dessus de tout soupçon (Dead by Sunset) : Cheryl Keeton
- 1995 : Au-delà du réel : L'aventure continue (The Outer Limits) : commandant Lydia Manning
- 1995 : Dream On : Bess Justin
- 1995 : Lonesome Dove : Claudia Harrell
- 1996 - 1998 : Nash Bridges : Lisa Bridges
- 1999 : Incorrigible Cory (Boy Meets World) : Rhiannon Lawrence
- 2000 : New York, police judiciaire (Law & Order) : Valerie Grace
- 2000 - 2001 : Les Associées (The Huntress) : Dorothy 'Dottie' Thorson
- 2001 - 2007 / 2010 - 2011 : Smallville : Martha Kent
- 2008 : The Golden Door : Grace O' Shea
- 2011 : Lie to Me : Veronica
- 2011 : Private Practice : Janet
- 2012 : The Finder : Elaine Sherman
- 2013 : Grey's Anatomy : Madeline Skurski
- 2016 : 22.11.63 (11.22.63) : Edna Price
- 2019 : The Punisher : Eliza Schultz
- Depuis 2019 -  : Virgin River : Hope McCrea
- 2020 : Good Doctor : Caroline Reznik
- 2020 : Kidding : Louise
- 2020 : Search Party : Diana Fontaine

#### Téléfilms
- 1973 : The Girl Most Likely to... de Lee Philips : Jenny
- 1975 : The Entertainer de Donald Wrye : Bambi Pasko
- 1977 : The War Between the Tates de Lee Philips : Wendy Geoghegan
- 1979 : Love for Rent de David Miller : Carol Martin
- 1981 : Stand by Your Man de Jerry Jameson : Tammy Wynette
- 1984 : The Best Legs in Eighth Grade de Tom Patchett : Rachel Blackstone
- 1985 : Bridge to Terabithia d'Eric Till : Miss Edmunds
- 1985 : Copacabana de Waris Hussein : Lola LaMarr
- 1986 : Les Caprices du destin (Strong Medicine) de Guy Green : Jessica Weitz
- 1987 : Les ordres de la loi (Broken Vows) de Jud Taylor : Fitzpatrick, Nim
- 1989 : Guts and Glory: The Rise and Fall Of Oliver North de Mike Robe : Betsy
- 1990 : The Dreamer of Oz de Jack Bender : Maud Gage Baum
- 1990 : A Girl of the Limberlost de Burt Brinckerhoff : Kate Comstock
- 1991 : L'ombre du passé (White Lie) de Bill Condon : Helen Lester
- 1993 : La Justice du désespoir (A Mother's Revenge) d'Armand Mastroianni : Ellen Wells
- 1993 : Kiss of a Killer de Larry Elikann : Kate Wilson
- 1993 : Love Matters d'Eb Lottimer : Julie
- 1995 : Le Sang du frère (My Brother's Keeper) de Glenn Jordan : Joann
- 1995 : The Christmas Box de Marcus Cole : Keri Evans
- 1996 : Un suspect désigné (The Man Next Door) de Lamont Johnson : Annie Hopkins
- 1997 : La Promesse (Keeping the Promise) de Sheldon Larry : Anne Hallowell
- 1997 : Choc en plein ciel (Final Descent) de Mike Robe : Connie Phipps
- 1998 : L'Ultime verdict (Final Justice) de Tommy Lee Wallace : Gwen Saticoy

### En tant que productrice
- 2003 : Temptation

## Distinctions

### Nominations
- 1991 : Golden Globe de la meilleure actrice dans une mini-série ou un téléfilm pour The Kennedys of Massachusetts
- 2004 : Oscar de la meilleure chanson originale pour le film A Mighty Wind

## Voix françaises

### En France
| - Brigitte Virtudes dans (les séries télévisées) : - Smallville - Grey's Anatomy - Private Practice - Lie to Me - The Finder - The Punisher - Virgin River - Martine Meiraghe (*1949 - 2016) dans : - Nash Bridges (série télévisée) - Les Associées (série télévisée) - Un été sur Terre | et aussi : - Annie Sinigalia dans La Féline - Évelyn Séléna dans 48 Heures - Martine Messager (*1940 - 2007) dans Superman 3 - Anne Jolivet dans Au-dessus de tout soupçon (téléfilm) - Denise Metmer dans « Il » est revenu (téléfilm, doublage original) - Emmanuèle Bondeville dans « Il » est revenu (téléfilm, redoublage) - Anne Kerylen (*1943 - 2021) dans New York, police judiciaire (série télévisée) |